# Bitva o Okinawu
Bitva o Okinawu, vybojovaná na japonském ostrově Okinawa, představovala největší obojživelnou operaci během války v Pacifiku. Spojenecká operace nesla kódové označení Iceberg (česky: Ledovec). Trvala od konce března do června 1945. Byla to také poslední velká bitva druhé světové války.

## Předehra a přípravy

Americké operace na Okinawě

Po skončení bojů o Šalomounovy ostrovy, obsazení ostrova Bougainville, Gilbertových a Marshalových ostrovů, Marian a po krvavé bitvě o Iwodžimu si Američané uvědomili, že dobytí Japonska bude velmi náročné. Dobytí Iwodžimy, která měla rozlohu přibližně 21 km² je stálo 6 825 padlých a nezvěstných a 20 000 raněných. Bylo evidentní, že japonský odpor se stává silnějším se zkracující se vzdáleností od mateřských japonských ostrovů. Japonské velení po ztrátě většiny zkušených letců chápalo, že nemůže vzdorovat americkým silám v rovném boji, a proto rozhodlo v maximální míře využívat taktiku sebevražedných útoků kamikaze. Ty měly způsobit nepříteli co největší ztráty a otřást jeho ochotou pokračovat ve válce. Američané tyto snahy registrovali, ale když viděli, že už mají vítězství na dosah, sami se snažili přinutit Japonce k jednáním o míru těžkými nálety na japonská města. Mezi 9. a 10. březnem 1945 jejich bombardéry naložené zápalnými bombami v Tokiu připravily o život asi 100 000 lidí. Podobně silné útoky postihly i další japonská města.
Plán útoku na Japonsko počítal od začátku se získáním ostrova Okinawa. Tento ostrov ležící asi 550 km jižně od hlavních japonských ostrovů byl od severu na jih asi 100 km dlouhý a široký sotva 30 km. Díky své výhodné poloze představoval důležitý odrazový můstek k samotnému útoku na Japonsko. Američané očekávali, že ho bude bránit kolem 60 000 mužů. Japonci však měli na ostrově 32. armádu, která se skládala z asi 100 000 mužů 24. a 62. divize a 44. samostatné brigády, kterým velel generálporučík Micuru Ušidžima, jeho zástupce generál Isamu Čó a velitel štábu Hiromiči Jahara. Toto větší uskupení se nacházelo převážně v jižní části ostrova, na severu velel menším jednotkám generál Takehido Udo.
Ušidžima dobře věděl, že jeho vojsko nemá šanci udržet celý ostrov, a tak soustředil svoji obranu kolem hradu Šuri, středověké pevnosti, a na příkrých hřebenech v jeho okolí. Věděl také to, že přesile Spojenců sice může vzdorovat, ale nebude mít žádnou šanci odvrátit svoji porážku, byl však pevně rozhodnut vytrvat do posledního muže a bojovat tak, aby Američané draze zaplatili za dobytí každého kousku jeho postavení. Silná a dobře bráněná japonská linie měla jediné slabé místo ve směru z moře. Japonci měli před útokem na svoje pozice dlouhý čas na přípravu kvalitní obrany, bunkrů a záložních linií a postavení. Měli též (v porovnání s předešlými bitvami v Tichomoří) podstatně víc tanků a dělostřelectva, pro které měli i dostatek munice.
Americké pozemní vojsko, které se mělo na ostrově vylodit se skládalo z 10. armády pod velením generálporučíka Simona B. Bucknera, pod kterou spadaly dva sbory. III. obojživelný sbor se skládal z 1. a 6. divize námořní pěchoty a 2. divize námořní pěchoty v záloze. XXIV. sbor se skládal ze 7., 27., 77. a 99. pěší divize americké armády.
Námořní síly, které podporovaly vylodění čítaly asi 1300 plavidel amerického námořnictva, včetně čtyř letadlových lodí. Součástí spojeneckých sil byla i takzvaná Task Force 57, tvořená britskými, australskými, kanadskými a novozélandskými loděmi.

## Průběh bitvy
Bitvě samotné předcházely menší rušivé útoky na letiště a obranná zařízení na Okinawě. Američané si také zajistili nedaleké souostroví Kerama, aby si na něm mohli vytvořit podpůrnou základnu.

### Pozemní boje

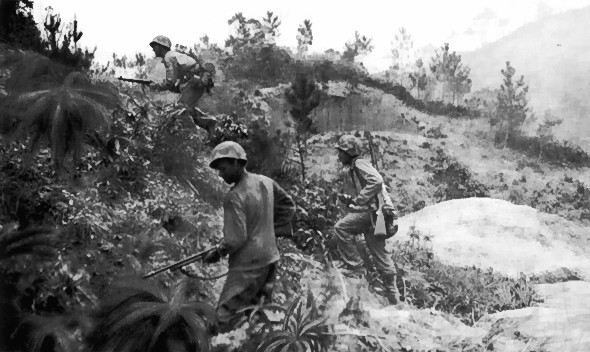
Námořní pěchota postupující hustým porostem

Předpokládalo se, že Japonci budou tak jako v ostatních případech bránit pobřeží. Týden před invazí bylo mohutně bombardováno pobřeží hlavně v okolí pláže, na které se mělo uskutečnit vylodění. Když se v 8:30 1. dubna 1945 vylodily na plážích první americké jednotky, nezaznamenaly významnější známky nepřátelského odporu. Do konce dne bylo na Okinawě 60 000 Američanů a jejich předmostí bylo asi 13 km široké a 5 km hluboké. V následujících dnech byla dobyta střední část ostrova. Do 20. dubna byla obsazena severní část ostrova. Hlavní boje se rozhořely na jihu. Tam se Američané už od 5. dubna pokoušeli zlomit vytrvalý odpor Ušidžimových vojsk. Ušidžima zpočátku dal na Čóovu radu a vedl proti invazním vojskům silné protiútoky. Ty se však ukázaly jako málo efektivní a způsobily jen těžké ztráty japonských jednotek. Následně se začal více spoléhat na taktiku, kterou používal Jahara. Opírali se při tom o dobře opevněná postavení protkaná tunely a zákopy.
Celý měsíc americké jednotky úporně útočily na obrannou linii s pevností v městě Šuri ve svém středu. Z těchto vyvýšených postavení byli Japonci schopni obratně řídit dělostřeleckou palbu, kterou neustále ztěžovali americké útoky, stejně jako pokrývat oblast kulometnou palbou z jednotlivých hřebenů. Americké ztráty byly v důsledku toho značné. Stejně nebezpečné byly menší japonské protiútoky, kterými se snažili získat zpět ztracené pozice. Po tom, co začalo hrozit odříznutí města Šuri americkými obchvatnými útoky, se 21. května rozhodl Ušidžima stáhnout do dalšího pásma obrany. Šuri se však podařilo dobýt vojákům generála del Valleho až 31. května. Jeho obsazení však bylo významným psychologickým zvratem v bojích.
4. června podnikli Američané vylodění v oblasti poloostrova Oroku, kde se nacházelo stále nedobyté japonské opevnění. Ostatní jednotky v té době bojovaly v oblasti Jaedžu-Dake, Juza-Dake a Kunaši, které byly poslední linií japonské obrany na jihu ostrova. Oblast byla hornatá a obránci účinně využívali příhodný terén a početné jeskyně ve svůj prospěch. Japonský odpor byl doslova sebevražedný a neotřáslo jím ani rozšířené nasazení plamenometů, které Američané hojně používali. Japonský odpor navíc podporoval déšť, který ztěžoval pohyb tanků. Hřeben Jaedžu-Dake, který američtí vojáci označovali „Big Apple“, se podařilo dobýt 14. června. Japonské pozice Američané s konečnou platností přemohli 21. června 1945. Krátce předtím spáchal Ušidžima i Čó seppuku před svým velitelstvím.

### Námořní boje

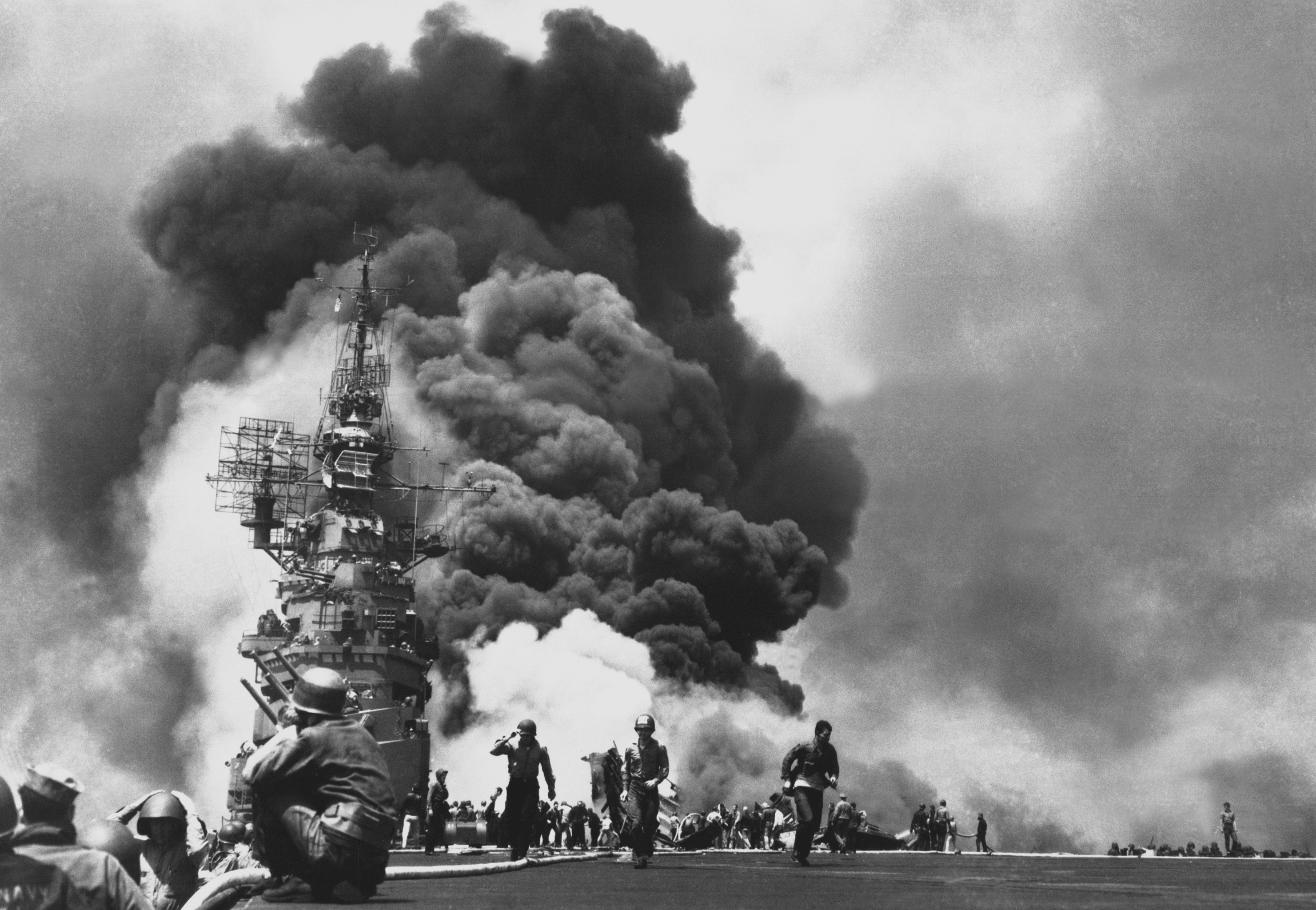
USS Bunker Hill po dvou zásazích kamikaze

Stejně těžké boje probíhaly i na moři. Spojenci museli čelit velkým náletům kamikaze. Japonci do boje nasadili obrovský počet svých letadel, potopili při tom 2 letadlové lodě a mnoho menších plavidel. Soustavným útokům kamikaze se Američané pokoušeli čelit tzv. radarovou clonou. Před letadlové lodě nasadili torpédoborce vybavené radary. To však nezabránilo útokům a namísto námořníků letadlových lodí umírali námořníci torpédoborců. V rámci japonské operace Ten-gó, byla 7. dubna 1945 americkými palubními letouny potopena i Jamato – největší bitevní loď na světě.
Piloti kamikaze uskutečnili 10 masových útoků Kikusui s 50 – 300 letadly, které poškodily mnoho bitevních a letadlových lodí. Za oběť jim padla i ostřílená letadlová loď USS Enterprise a novější letadlové lodě USS Hancock a USS Bunker Hill – všechny utrpěly poškození různého stupně. Spruancova vlajková loď Bunker Hill ztratila 396 mužů své posádky.

## Dohra

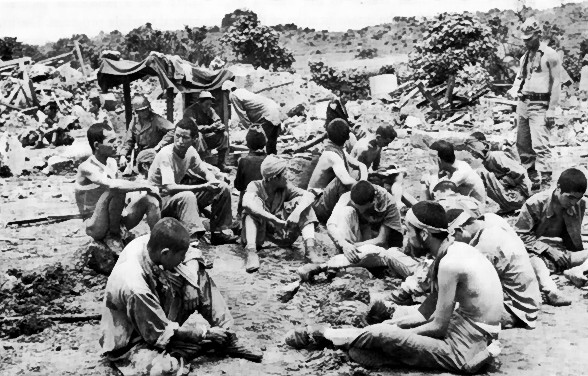
Američané zajali na Okinawě skoro 7000 zajatců, neobvykle vysoký počet v porovnání s předešlými taženími

82 dní trvající pozemní boje o Okinawu znamenaly vysoké ztráty pro obě strany. Během bitvy zemřelo 70 000 – 140 000 civilistů. Velký podíl na tom měla japonská propaganda, která systematicky přesvědčovala japonské obyvatelstvo o tom, že američtí vojáci jsou krvelační barbaři, kteří s nimi budou jednat maximálně krutě. Mnoho civilistů proto spáchalo sebevraždu, anebo zabili své rodinné příslušníky jen proto, aby se nedostali do rukou Američanům. V poslední den bitvy se vzdalo 4000 japonských vojáků, většina z nich byli obyčejní vojáci vystrašení a vyčerpaní po bitvě. Z celkových 120 000 nasazených japonských vojáků asi 110 000 padlo v boji, anebo následovalo své velitele a namísto toho, aby se vzdali, spáchali sebevraždu.
Japonští historici se na rozdíl od západních nedomnívají, že šlo o takový počet sebevražd mezi vojáky a civilisty, ale že k nim byli přinuceni a často i zastřeleni některými fanatiky. Domnívají se, že šlo z velké části o vraždy.
Američané přišli o 72 000 vojáků, 12 513 z nich padlo nebo bylo nezvěstných. Mnozí další zahynuli později na následky zranění. Velmi mnoho amerických vojáků se v důsledku těžkých bojů duševně zhroutilo či podlehlo vyčerpání a těžkému stresu. Míra, v jaké se tak dělo, byla v porovnání s jinými taženími velmi vysoká. I to jasně poukazuje na tvrdost bojů. 18. června padl při inspekci svých jednotek v přední linii i generál Simon Buckner. Byl nejvýše postaveným americkým důstojníkem, který během druhé světové války zahynul pod nepřátelskou palbou. Následujícího dne byl zabit brigádní generál Claudius M. Easley.
Po skončení bojů mělo následovat vylodění v Japonsku plánované na 1. listopad 1945. Přípravy na jeho uskutečnění už byly v plném proudu. Vojenští analytici však poukazovali na to, že když bránili Japonci Okinawu jen omezenými silami a přesto způsobili Američanům ztráty jako v bitvě o Guadalcanal a Iwodžimu dohromady, pak odpor na japonské pevnině si vyžádá životy nejen desítek tisíc amerických vojáků ale i stovek tisíc Japonců. Americký prezident proto rozhodl jinak a přinutil Japonsko ke kapitulaci pomocí nové atomové zbraně.